# Desa Siwal (administrativ by i Indonesien, lat -7,49, long 110,60)
Desa Siwal är en administrativ by i Indonesien.   Den ligger i provinsen Jawa Tengah, i den västra delen av landet, 400 km öster om huvudstaden Jakarta.